# 성안중학교 (경기)
성안중학교(聲安中學校)는 대한민국 경기도 안산시 상록구 사동에 있는 공립 중학교이다.

## 학교 연혁
- 1999년 10월 20일 : 성안중학교 개교, 초대 정무학 교장 취임
- 2000년 3월 3일 : 제1회 입학식 11학급 [538명]
- 2001년 2월 14일 : 제1회 졸업식 [31명]
- 2012년 12월 21일 : 펜싱부 창단식 [6명]
- 2022년 3월 1일 : 제11대 양동영 교장 취임
- 2023년 12월 27일 : 제24회 졸업식 7학급(189명) 총 졸업생 10,597명
- 2024년 3월 4일 : 제25회 입학식 7학급(209명)

## 참고 자료
- 성안중학교 - 한국교육학술정보원 학교알리미